# Cisterna delle Sette Sale
La Cisterna delle Sette Sale è una cisterna romana monumentale sul colle Oppio a Roma, parte delle terme di Traiano.

## Descrizione
Il serbatoio poteva contenere 8 milioni di litri. La struttura è conservata quasi integralmente, con una costruzione cementizia rivestita di laterizi e parzialmente inserita nel terreno, con la parte posteriore ricurva. All'interno si divideva in nove spazi, comunicanti tramite aperture ad arco: le sette arcate rimaste in età medievale probabilmente hanno dato origine al nome attuale. Vi erano altri nove ambienti a volta al piano inferiore costruiti allo scopo di sostenere la struttura superiore. La cisterna era collegata all'Aqua Iulia, mentre l'approvvigionamento idrico era permesso da un sistema di fistule in piombo poste su un collettore parallelo.
L'ingresso esterno, oggi su Via delle Terme di Traiano, mostra due ordini di nicchie arcuate, alternate con forme rettangolari e semicircolari. Il diverso orientamento rispetto alle terme traianee ha lasciato credere che l'edificio fosse connesso alla Domus Aurea di Nerone, ma i bolli identificati nella muratura del monumento hanno datato la cisterna all'epoca dell'imperatore Traiano.
Le indagini archeologiche svolte tra il 1967 ed il 1975 hanno mostrato la presenza di una domus signorile, con una stratificazione in due fasi. La prima risale all'epoca traianea, quando due ambienti in opera mista erano serviti per ospitare il personale di servizio; le stesse strutture nel IV secolo vengono trasformate in ambiente residenziale, con un'aula absidata con capriate in legno e decorazioni in opus sectile su pareti e pavimenti. Nel V secolo uno degli ambienti è stato utilizzato come necropoli, dove sono state rinvenute circa mille sepolture.

## Collegamenti
È raggiungibile dalle stazioni Manzoni, Vittorio Emanuele e Colosseo.
- | È raggiungibile dalla fermata Vittorio Emanuele | del tram 5 |
- | È raggiungibile dalla fermata Vittorio Emanuele | del tram 14 |
- | È raggiungibile dalla fermata Colosseo | del tram 3 |
- |  | È raggiungibile dalla stazione Roma Laziali. |
- |  | È raggiungibile dalla stazione di Roma Termini. |
- |  | È raggiungibile dalla stazione di Roma Termini. |
- |  | È raggiungibile dalla stazione di Roma Termini. |
- |  | È raggiungibile dalla stazione di Roma Termini. |
- |  | È raggiungibile dalla stazione di Roma Termini. |